# Days Turn Blue to Gray
Days Turn Blue to Gray – singel amerykańskiej grupy muzycznej Machine Head wydany w 2004 roku przez Roadrunner Records. Pochodzi z albumu Through the Ashes of Empires.

## Lista utworów
1. „Days Turn Blue to Gray” – 4:25
2. „Seasons Wither” – 6:14
3. „The Rage to Overcome” (Live) – 4:45

## Twórcy
- Robb Flynn – śpiew, gitara elektryczna
- Adam Duce – gitara basowa, śpiew
- Dave McClain – perkusja
- Phil Demmell – gitara elektryczna